# Unión Democrática (Israel)
Unión Democrática (en hebreo: המחנה הדמוקרטי) (transliterado: HaMajané HaDemokratí) fue una coalición electoral de izquierda política de Israel, formada por los partidos políticos Meretz, el Partido Democrático de Israel del ex-Primer ministro Ehud Barak, y el Movimiento Verde de Israel, de la diputada laborista Stav Shaffir, para concurrir a las elecciones parlamentarias de Israel de septiembre de 2019.

## Historia
En una reunión celebrada el 24 de julio de 2019 entre Ehud Barak y Issawi Freja (con la mediación de Stav Shaffir), acordaron presentarse conjuntamente, con el dirigente del partido Meretz, Nitzan Horowitz en el primer lugar de la lista, así como Ehud Barak en décima posición, pero siendo el primero en poder elegir ministerio si la coalición entra en el gobierno. El partido Meretz aprobó el acuerdo el día 28 de julio. El acuerdo de gobierno obliga a los partidos a no unirse a una coalición de gobierno de derecha, declarando: «no apoyaremos un gobierno de derechas encabezado por Netanyahu». Los partidos también se comprometieron en defender el carácter democrático del estado, poniendo énfasis en el tribunal supremo, en las leyes del estado, y en promover el proceso de paz con el pueblo palestino.
| Año       | Líder           | Votos        | %               | Resultado | +/- | Gob                    |
| --------- | --------------- | ------------ | --------------- | --------- | --- | ---------------------- |
| Sep.-2019 | Nitzan Horowitz | 192.495 (#9) | \| \| 4.34 % \| | 5/120     | 1   | Elecciones anticipadas |
|           | 4.34 %          |              |                 |           |     |                        |